# Lembing Raja
Der Lembing Raja, auch Lembing Radja geschrieben, ist ein Speer der Karo Batak aus Sumatra in Indonesien.

## Beschreibung
Der Lembing Raja hat eine zweischneidige, blattförmige Klinge mit einem Mittelgrat. Die Klinge hat kurz nach dem Heft eine Verbreiterung und verläuft dann s-förmig zur Spitze. Sie wird mit der Hilfe einer Tülle am Schaft befestigt. Ein Teil der Tülle ist mit ringförmigen Verzierungen versehen, wobei eine zu einer durchbrochenen Kugel ausgearbeitet ist, die versilbert wird.
Der Lembing Raja wird ausschließlich von ranghohen Würdenträgern benutzt, woher auch sein Name stammt (indonesisch: Lembing = Speer, Raja = König).